# Ayakudi
Ayakudi là một thị xã panchayat của quận Dindigul thuộc bang Tamil Nadu, Ấn Độ.

## Nhân khẩu
Theo điều tra dân số năm 2001 của Ấn Độ, Ayakudi có dân số 23.410 người. Phái nam chiếm 50% tổng số dân và phái nữ chiếm 50%. Ayakudi có tỷ lệ 61% biết đọc biết viết, cao hơn tỷ lệ trung bình toàn quốc là 59,5%: tỷ lệ cho phái nam là 71%, và tỷ lệ cho phái nữ là 51%. Tại Ayakudi, 10% dân số nhỏ hơn 6 tuổi.